# Myrmecoptinus semicoeruleus
Myrmecoptinus semicoeruleus is een keversoort uit de familie klopkevers (Ptinidae). De wetenschappelijke naam van de soort werd in 1937 gepubliceerd door Maurice Pic.